# China Daily
 (février 2023).
Si vous disposez d'ouvrages ou d'articles de référence ou si vous connaissez des sites web de qualité traitant du thème abordé ici, merci de compléter l'article en donnant les références utiles à sa vérifiabilité et en les liant à la section « Notes et références ».
China Daily (chinois simplifié : 中国日报 ; chinois traditionnel : 中國日報 ; pinyin : Zhōngguó Rìbào) est un quotidien chinois de langue anglaise appartenant au Département central de la propagande du Parti communiste chinois.

## Présentation
Fondé en 1981, il a le plus grand tirage de tous les journaux de langue anglaise en Chine.
Son siège social et son  principal bureau de rédaction se trouvent dans le district de Chaoyang à Pékin.
Le journal a des succursales dans la plupart des grandes villes de Chine ainsi que dans plusieurs grandes villes étrangères, dont New York, Washington, DC, Londres et Katmandou.
Le journal est publié par des bureaux satellites aux États-Unis, à Hong Kong et en Europe.
China Daily produit également un encart de contenu publirédactionnel appelé China Watch, lequel a été repris par d'autres journaux, notamment le New York Times, le Wall Street Journal, le Washington Post et Le Figaro.
En Chine continentale, le journal cible principalement les diplomates, les expatriés étrangers, les touristes et les habitants souhaitant améliorer leur anglais.
L'édition chinoise propose également un guide des émissions de Radio Pékin et de la télévision, des taux de change quotidiens et des émissions de divertissement.
Le journal sert de guide sur la politique du gouvernement chinois et les positions du Parti communiste chinois.
L'érudit Falk Hartig qualifie le journal et ses diverses éditions internationales d'« instrument de la diplomatie publique chinoise ».